# Paolo Casoli
Paolo Casoli (Castelnovo Monti, 18 agosto 1965) è un pilota motociclistico italiano, ritiratosi dall'attività agonistica, vincitore del campionato mondiale Supersport nel 1997. Si è ritirato nel 2002 per via di un incidente. Ha un figlio e una figlia, Federico e Sofia.

## Biografia
Il fratello di Paolo, Federico Casoli, anche lui pilota motociclistico professionista, perse la vita nel 1987 in un incidente durante una gara di motocross.

## Carriera
Per quanto riguarda le competizioni del motomondiale, dopo una prima presenza registrata al Gran Premio delle Nazioni del 1984, le sue prime presenze in forma continuativa si sono riscontrate nella stagione 1986, corsa nella classe 125 alla guida di una MBA.
Il 1987 è stato per Casoli l'anno migliore tra quelli in cui ha gareggiato nel campionato mondiale: ha ottenuto la sua prima e unica vittoria in occasione del Gran Premio del Portogallo, nonché altri quattro piazzamenti sul podio. Con questi risultati, ottenuti a bordo di una AGV (moto spinta da propulsore Honda con telaio della LCR, sviluppata grazie ai finanziamenti della AGV), al termine della stagione è risultato terzo nella classifica generale. Dal 1988 ha invece cambiato classe, passando alla 250, e gareggiandovi sino al 1993 in sella a diversi marchi (Garelli, Honda, Yamaha e Gilera) ma senza ottenere risultati di particolare rilievo.
Nel 1994 si trasferisce nel mondiale Superbike, partecipando a gran parte delle gare stagionali in sella a una Yamaha YZF750 gestita dal team Yamaha SDA Belgarda: ottiene due piazzamenti a podio, in occasione dei Gran Premi d'Olanda e d'Europa, e chiude la stagione al tredicesimo posto in classifica, con 76 punti ottenuti. Nel 1995 è pilota titolare nel mondiale Superbike, con la stessa squadra e la stessa motocicletta della stagione precedente: ottiene 50 punti con cui chiude sedicesimo. Nel 1996 si trasferisce presso il team Gio.ca.Moto che gli mette a disposizione una Ducati 916: disputa l'intera stagione chiudendo al quattordicesimo posto.
Nel 1997 rimane nella stessa squadra della stagione precedente ma si trasferisce nel neonato campionato mondiale Supersport, alla guida di una Ducati 748: ottiene tre vittorie e tre secondi posti in stagione e, con 145 punti, si laurea primo campione di questa categoria contribuendo inoltre alla contestuale conquista del titolo costruttori da parte di Ducati. Partecipa a questa categoria nelle successive cinque stagioni, andando a sfiorare la riconquista del titolo in due occasioni, nel 2000 e nel 2001. Al termine della stagione 2002, che termina al quarto posto tra i piloti, sceglie di chiudere la propria carriera agonistica, in seguito a un grave incidente durante i test invernali per la stagione successiva.
Oltre ai risultati in campo internazionale, nel suo palmarès vi sono anche quattro titoli nel campionato Italiano Velocità ottenuti tra il 1995 e il 1999.

## Risultati in gara

### Motomondiale
| 1984 | Classe | Moto |  |     |  |  |  |  |  |  |  |  |  |  |  |  |  | Punti | Pos. |
| ---- | ------ | ---- |  | --- |  |  |  |  |  |  |  |  |  |  |  |  |  | ----- | ---- |
| 1984 | 125    | MBA  |  | Rit |  |  |  |  |  |  |  |  |  |  |  |  |  | 0     |      |

| 1986 | Classe | Moto |     |     |   |    |    |   |   |     |     |     |     |   |  |  |  | Punti | Pos. |
| ---- | ------ | ---- | --- | --- | - | -- | -- | - | - | --- | --- | --- | --- | - |  |  |  | ----- | ---- |
| 1986 | 125    | MBA  | Rit | Rit | 8 | 11 | NE | 7 | 8 | Rit | Rit | Rit | Rit | 7 |  |  |  | 14    | 14º  |

| 1987 | Classe | Moto     |    |   |    |  |   |    |   |   |  |     |  |   |   |    |    | Punti | Pos. |
| ---- | ------ | -------- | -- | - | -- |  | - | -- | - | - |  | --- |  | - | - | -- | -- | ----- | ---- |
| 1987 | 125    | Moto AGV | NE | 3 | NP |  | 3 | NE | 3 | 5 |  | Rit |  | 3 | 1 | NE | NE | 61    | 3º   |

| 1988 | Classe | Moto    |    |     |     |     |    |    |    |    |    |     |     |     |    |    |  | Punti | Pos. |
| ---- | ------ | ------- | -- | --- | --- | --- | -- | -- | -- | -- | -- | --- | --- | --- | -- | -- |  | ----- | ---- |
| 1988 | 250    | Garelli | NP | Rit | Rit | Rit | 17 | 14 | NQ | NQ | 15 | Rit | Rit | Rit | 17 | 26 |  | 3     | 44º  |

| 1989 | Classe | Moto  |    |     |    |     |  |  |  |  |  |    |    |     |     |    |     | Punti | Pos. |
| ---- | ------ | ----- | -- | --- | -- | --- |  |  |  |  |  | -- | -- | --- | --- | -- | --- | ----- | ---- |
| 1989 | 250    | Honda | 17 | Rit | NQ | Rit |  |  |  |  |  | NQ | 19 | Rit | Rit | 12 | Rit | 4     | 36º  |

| 1990 | Classe | Moto   |  |  |    |    |     |    |    |    |   |    |    |     |    |    |  | Punti | Pos. |
| ---- | ------ | ------ |  |  | -- | -- | --- | -- | -- | -- | - | -- | -- | --- | -- | -- |  | ----- | ---- |
| 1990 | 250    | Yamaha |  |  | 14 | 14 | Rit | 13 | 19 | 18 | 8 | 10 | 14 | Rit | 12 | 11 |  | 31    | 17º  |

| 1991 | Classe | Moto   |    |   |     |     |    |    |    |    |   |    |   |     |   |    |     | Punti | Pos. |
| ---- | ------ | ------ | -- | - | --- | --- | -- | -- | -- | -- | - | -- | - | --- | - | -- | --- | ----- | ---- |
| 1991 | 250    | Yamaha | 26 | 9 | Rit | Rit | 10 | 11 | 11 | 10 | 8 | 11 | 7 | Rit | 8 | 10 | Rit | 65    | 10º  |

| 1992 | Classe | Moto   |     |    |    |    |     |    |     |     |     |    |    |     |     |  |  | Punti | Pos. |
| ---- | ------ | ------ | --- | -- | -- | -- | --- | -- | --- | --- | --- | -- | -- | --- | --- |  |  | ----- | ---- |
| 1992 | 250    | Yamaha | Rit | 10 | 10 | 15 | Rit | 10 | Rit | Rit | Rit | 13 | 15 | Rit | Rit |  |  | 3     | 21º  |

| 1993 | Classe | Moto   |    |    |     |     |     |    |     |    |  |    |  |    |  |  |  | Punti | Pos. |
| ---- | ------ | ------ | -- | -- | --- | --- | --- | -- | --- | -- |  | -- |  | -- |  |  |  | ----- | ---- |
| 1993 | 250    | Gilera | 16 | NP | Rit | Rit | Rit | 19 | Rit | NP |  | 13 |  | 12 |  |  |  | 7     | 26º  |

| Legenda | 1º posto        | 2º posto            | 3º posto            | A punti      | Senza punti        | Grassetto – Pole position Corsivo – Giro più veloce |
| Legenda | Gara non valida | Non qual./Non part. | Ritirato/Non class. | Squalificato | '-' Dato non disp. | Grassetto – Pole position Corsivo – Giro più veloce |

### Campionato mondiale Superbike
| 1994 | Moto   |  |  |  |  |  |  |    |    |     |   |  |  |  |  |   |   |   |     |   |   |    |    |  |  |  |  | Punti | Pos. |
| ---- | ------ |  |  |  |  |  |  | -- | -- | --- | - |  |  |  |  | - | - | - | --- | - | - | -- | -- |  |  |  |  | ----- | ---- |
| 1994 | Yamaha |  |  |  |  |  |  | NP | NP | Rit | 7 |  |  |  |  | 2 | 4 | 7 | Rit | 3 | 4 | NP | NP |  |  |  |  | 76    | 13º  |

| 1995 | Moto   |     |    |     |    |    |    |     |    |    |   |    |    |     |    |    |    |  |  |   |    |  |  |  |  |  |  | Punti | Pos. |
| ---- | ------ | --- | -- | --- | -- | -- | -- | --- | -- | -- | - | -- | -- | --- | -- | -- | -- |  |  | - | -- |  |  |  |  |  |  | ----- | ---- |
| 1995 | Yamaha | Rit | 15 | Rit | 19 | 15 | 13 | Rit | 13 | 13 | 9 | 12 | 10 | Rit | 15 | 12 | 13 |  |  | 8 | 10 |  |  |  |  |  |  | 50    | 16º  |

| 1996 | Moto   |     |    |    |   |   |   |     |     |     |    |    |    |     |   |   |     |     |     |     |    |    |     |  |  |  |  | Punti | Pos. |
| ---- | ------ | --- | -- | -- | - | - | - | --- | --- | --- | -- | -- | -- | --- | - | - | --- | --- | --- | --- | -- | -- | --- |  |  |  |  | ----- | ---- |
| 1996 | Ducati | Rit | 13 | 11 | 9 | 7 | 6 | Rit | Rit | Rit | 14 | 11 | 11 | Rit | 7 | 8 | Rit | Rit | Rit | Rit | 11 | 14 | Rit |  |  |  |  | 70    | 14º  |

| Legenda | 1º posto        | 2º posto            | 3º posto           | A punti      | Senza punti        | Grassetto – Pole position Corsivo – Giro più veloce |
| Legenda | Gara non valida | Non qual./Non part. | Ritirato/Non class | Squalificato | '-' Dato non disp. | Grassetto – Pole position Corsivo – Giro più veloce |

### Campionato mondiale Supersport
| 1997 | Moto   |     |   |   |     |   |     |   |   |   |   |     |  | Punti | Pos. |
| ---- | ------ | --- | - | - | --- | - | --- | - | - | - | - | --- |  | ----- | ---- |
| 1997 | Ducati | Rit | 1 | 2 | Rit | 2 | Rit | 2 | 1 | 6 | 1 | Rit |  | 145   | 1º   |

| 1998 | Moto   |   |   |   |     |     |   |   |    |   |     |  |  | Punti | Pos. |
| ---- | ------ | - | - | - | --- | --- | - | - | -- | - | --- |  |  | ----- | ---- |
| 1998 | Ducati | 1 | 6 | 8 | Rit | Rit | 4 | 1 | 15 | 6 | Rit |  |  | 92    | 4º   |

| 1999 | Moto   |   |     |     |     |     |   |   |  |  |  |    |  | Punti | Pos. |
| ---- | ------ | - | --- | --- | --- | --- | - | - |  |  |  | -- |  | ----- | ---- |
| 1999 | Ducati | 7 | Rit | Rit | Rit | Rit | 2 | 3 |  |  |  | NQ |  | 45    | 14º  |

| 2000 | Moto   |   |     |   |   |   |   |     |   |   |     |   |  | Punti | Pos. |
| ---- | ------ | - | --- | - | - | - | - | --- | - | - | --- | - |  | ----- | ---- |
| 2000 | Ducati | 2 | Rit | 8 | 1 | 5 | 2 | Rit | 1 | 4 | Rit | 5 |  | 133   | 2º   |

| 2001 | Moto   |    |   |   |   |   |    |   |   |   |   |     |  | Punti | Pos. |
| ---- | ------ | -- | - | - | - | - | -- | - | - | - | - | --- |  | ----- | ---- |
| 2001 | Yamaha | 12 | 7 | 1 | 2 | 1 | 15 | 3 | 7 | 4 | 1 | Rit |  | 147   | 2º   |

| 2002 | Moto   |   |     |   |   |   |   |    |   |   |   |   |     | Punti | Pos. |
| ---- | ------ | - | --- | - | - | - | - | -- | - | - | - | - | --- | ----- | ---- |
| 2002 | Yamaha | 8 | Rit | 7 | 4 | 6 | 2 | SQ | 5 | 3 | 1 | 3 | Rit | 128   | 4º   |

| Legenda | 1º posto        | 2º posto            | 3º posto           | A punti      | Senza punti        | Grassetto – Pole position Corsivo – Giro più veloce |
| Legenda | Gara non valida | Non qual./Non part. | Ritirato/Non class | Squalificato | '-' Dato non disp. | Grassetto – Pole position Corsivo – Giro più veloce |